# Bengt Olof Kälde
Bengt Olof Herman Kälde, född 8 juni 1936 i Uppsala, död 6 februari 2014 i Uppsala, begravd i Rasbo kyrkogård, var en svensk målare, konservator och heraldiker. Han var en av Europas ledande mosaikister och glasmålningskonstnärer och har utfört ett stort antal sådana arbeten, både i Sverige och utomlands. Mest känd var han för sin 50 kvadratmeter stora guldmosaik i Kila kyrka söder om Nyköping. Vid Kungl. Hovstaterna har han varit anställd som heraldiker och vapenmålare vid Kungl. Maj:ts Orden. Han var drivande kraft när Svenska kyrkan och dess olika stift liksom alla biskopar började använda sina vapen under 1900-talet senare del.

## Biografi

Vapnet som Kälde komponerade för dåvarande Uppsala högre allmänna läroverk.

### Utbildning
Som gymnasist utförde Kälde 1956 en monumentalmålning för Katedralskolan i Uppsala med motiv från skolans historia och komponerade senare även skolans heraldiska vapen. Som konstnär studerade han på 1950-talet vid Akademie der bildenden Künste i München, i Chevetogne, Rom och Aten och på halvön Athos. Under 1960- och 1970-talen var han bosatt i Österrike och knuten till klostret Erlach. 1982-84 genomgick han ’’Meisterschule für Restaurierung und Konservierung’’ vid Wiens konstakademi. 
Sin utbildning i glasmåleri och mosaik fick han vid Mayer’sche Hofkunstanstalt i München.

### Svenska kyrkan
Kälde räknas som förnyaren av Svenska kyrkans heraldik. Från tidigt 1960-talet har han successivt nyritat samtliga svenska biskopsstifts historiska vapensköldar och utfört nykomponerade vapen för i stort sett samtliga biskopar. Efter historiska efterforskningar lyckades han återupptäcka Svenska kyrkans vapen från 1300-talet. Efter hans anvisningar antogs vapnet 1977 som Svenska kyrkans officiella vapen och ingår numera i dess logotyp. 
Som kyrkokonstnär är Kälde känd för sina, ofta mycket stora och teologiskt genomarbetade, mosaikkonstverk i kyrkor och institutioner.

### Heraldiker

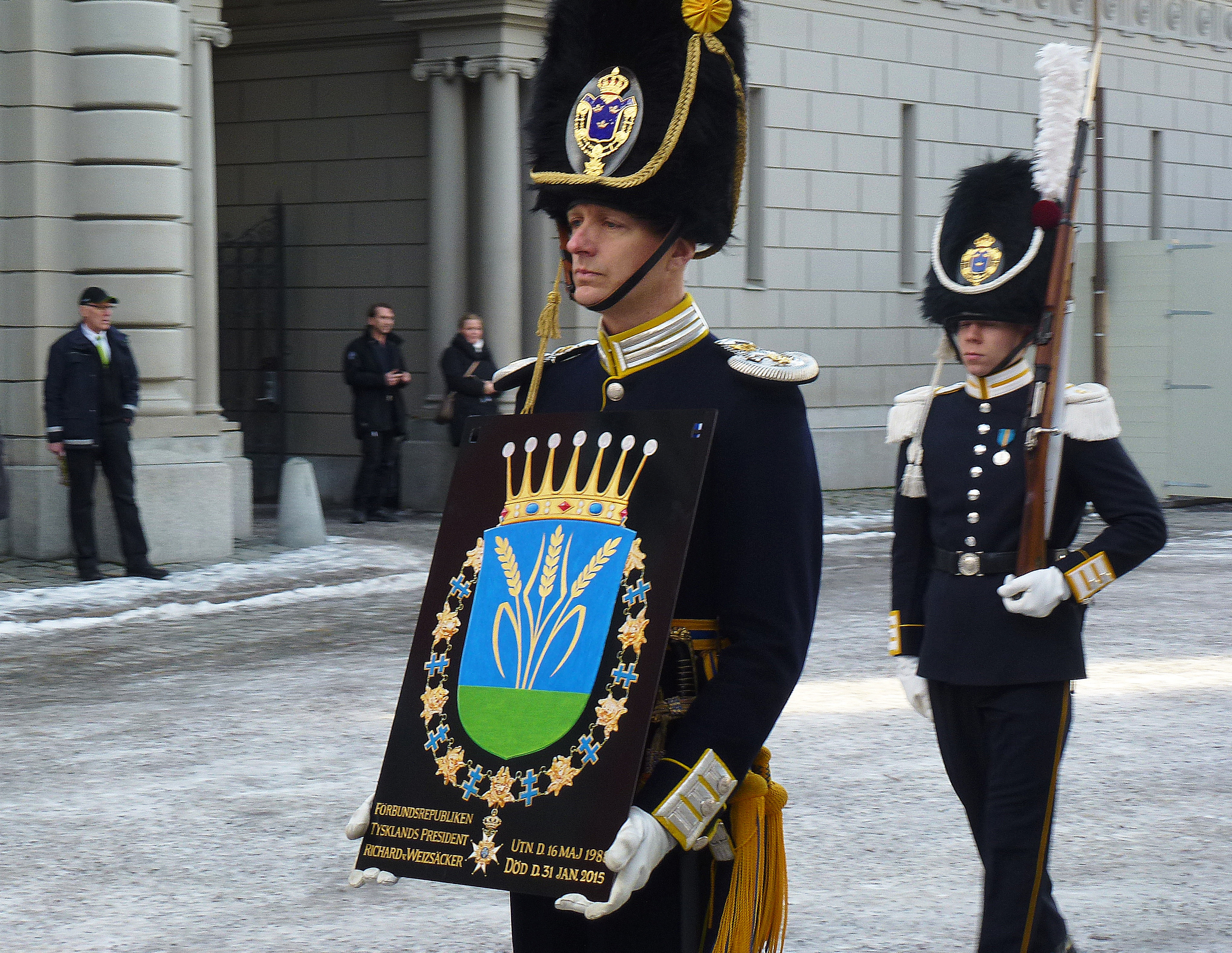
Richard von Weizsäckers vapenplåt, målad av Kälde.

Bengt Olof Kälde var en världsbekant svensk heraldiker med högklassigt konstnärskap grundat på heraldisk forskning. Han nykomponerade ett stort antal vapen för svenska och utländska släkter, institutioner, myndigheter och kommuner. Han utförde också fanor och standar för samtliga svenska stift, och för många militära enheter och studentnationer. 
År 1984 knöts Kälde till Kungliga Hovstaterna, och 1989 utsågs han till vapenmålare vid Kungl. Maj:ts orden med uppgiften att måla vapensköldar för nya innehavare av Serafimerorden och att konservera äldre sköldar. Han har målat över 100 serafimersköldar, som är utställda i Serafimersalen på Kungliga slottet och i Riddarholmskyrkan i Stockholm.
Åren 1986-2002 tillhörde han Statens heraldiska nämnd och från 1990 Svenska nationalkommittén för genealogi och heraldik, där han också var sekreterare. Sedan 1998 var han ledamot av Académie Internationale d'Héraldique. Han erhöll 1997 H.M. Konungens medalj i guld av 8:e storleken i högblått band, 2003 Svenska Heraldiska Föreningens förtjänstmedalj och 2006 ärkebiskopens Stefansmedalj. Han innehade en rad medaljer och utländska ordnar.

## Exempel på kyrklig konst
- Den barmhärtige samariten. Mosaik. Samariterhemmet Uppsala 1962.
- Herrens återkomst. Mosaiker. Kila kyrka, Södermanland, 1967.
- Den uppståndne Kristus. Mosaik. Vists kyrka, Östergötland. 1972
- Kristus Allhärskaren. Östanbäcks kloster, Västmanland. 1973.
- Krucifix. Mosaik. Katarinakapellet, Casa di S Brigida, Rom. 1973.
- Katarina av Vadstena. Mosaik. Katarinakapellet, Casa di S Brigida, Rom. 1973.
- S:ta Elisabeth av Thüringen. Mosaik. Krankenhaus der Elisabetinen, Linz, Österrike 1976
- Bebådelsen. Treenigheten. Söderledskyrkan. Farsta 1967 och 1977
- Kristus Allhärskaren. Mosaik. Västra Husby kyrka 1979
- Den barmhärtige samariten. Mosaik. Krankenhaus der Barmherzigen Schwestern, Linz, Österrike, 1979.
- Franciskus predikar för fåglarna. Mosaik. Krankenhaus der Elisabetinen, Linz, Österrike. 1979
- Kyrkoåret. Glasmålning. Vårdnäs stiftsgård, Rimforsa, Östergötland 1980.
- Francikus solsång. Mosaik. Krankenhaus der Elisabetinen, Linz, Österrike 1980.
- Passionshistorien. Mosaik. Franciskusgården, Nyköping 1981.
- Kristus Allhärskaren. Ikonteknik. Vårdnäs stiftsgård, Rimforsa, Östergötland 1982.
- Krucifix. Ikonteknik. Klosterkyrkan Monte Rua, Padua, Italien. 1982.
- Kristus Allhärskaren. Mosaik. Linköpings domkyrka, över huvudingången, 1985
- Kristi införande i templewt. Triptyk. Ikonteknik. Svenska teologiska institutet, Jerusalem, 1985
- Den uppståndne. Fresk. Olja. Jesuitkolleg, Kalksburg, Wien, 1986.
- Krucifix med Maria och Paulus. Ikonteknik Svenska kyrkan i Wien, 1986.
- Tidgärden. Glasmålning. Sankt Laurentii kyrka, Söderköping, 1988
- ”Du räddar med din livsfrukt”, förgylld relief, koppar. Klosterkyrkan Monte Rua, Padua, Italien. 1989.
- Det himmelska Jerusalem. Mosaik. Vår frus katolska kyrka, Västerås, 1989.
- ”Vi är som ett vass-strå”. Mosaik Krankenhaus der Elisabethinen, Linz, Österrike, 1989
- Den himmelska gudstjänsten och Livets träd. Heliga korsets katolska kyrka, Eskilstuna, 1992.
- Kyrkans skepp och livets vatten. Mosaik. Församlingshemmet, Rasbo församling, Uppland. 1993
- Jungfru Maria, Guds moder av Tecknet. Ikonteknik. Mariakapellet, Kristine kyrka, Falun, 1994.
- S:t Andreas. Glasmålning. Hedvig Eleonora kyrka, Stockholm, 1996.
- Antmensale. Mosaik. Vintrosa kyrka, Närke. 2000.
- S:t Nicolaus av Myra och Jungfru Maria. Ikoner. S:t Nikolai kyrka, Halmstad 2001.